# Entoloma aethiops
Entoloma aethiops är en svampart som först beskrevs av Giovanni Antonio Scopoli, och fick sitt nu gällande namn av G. Stev. 1962. Entoloma aethiops ingår i släktet Entoloma och familjen Entolomataceae.  Artens status i Sverige är: Ej påträffad. Inga underarter finns listade i Catalogue of Life.